# 1914 au Nouveau-Brunswick
Chronologie du Nouveau-Brunswick
- 1910
- 1911
- 1912
- 1913
- 1914
- 1915
- 1916
- 1917
- 1918

Cette page concerne des événements survenus en 1914 dans la province canadienne du Nouveau-Brunswick.

## Événements
- 6 décembre : George Johnson Clarke devient premier ministre du Nouveau-Brunswick.

## Naissances
- 27 juillet : George Allen, joueur de hockey sur glace
- 23 octobre : Gordie Drillon, joueur de hockey sur glace

## Décès
- 9 juillet : Henry Robert Emmerson, premier ministre du Nouveau-Brunswick.
- 23 novembre : Joseph John Tucker, député.